# Niamh Fisher-Black
Niamh Fisher-Black (Nelson, 12 de agosto de 2000) es una deportista neozelandesa que compite en ciclismo en la modalidad de ruta. Su hermano Finn compite en el mismo deporte.
Ganó una medalla de oro en el Campeonato Mundial de Ciclismo en Ruta de 2022, en la prueba de ruta sub-23.

## Medallero internacional
| Campeonato Mundial | Campeonato Mundial     | Campeonato Mundial | Campeonato Mundial |
| Año                | Lugar                  | Medalla            | Competición        |
| ------------------ | ---------------------- | ------------------ | ------------------ |
| 2022               | Wollongong (Australia) | Medalla de oro     | Ruta sub-23        |

## Palmarés
2020
- Gravel and Tar La Femme
- Campeonato de Nueva Zelanda en Ruta

2022
- Campeonato Mundial en Ruta sub-23
- 1 etapa de la Vuelta a Suiza

2024
- 1 etapa de la Setmana Ciclista Valenciana
- 1 etapa del Giro de Italia Femenino

2025
- 2.ª en el Campeonato de Nueva Zelanda en Ruta